# Tournoi pré-olympique de l'AFC 1991-1992, premier tour, groupe A
Navigation
Groupe B
Cet article donne les résultats des matches du groupe A lors du premier tour du tournoi pré-olympique de l'AFC 1991-1992.

## Classement
| Rang | Équipe              | Pts | J | G | N | P | Bp | Bc | Diff |  | Résultats (▼ dom., ► ext.) |     |     |     |     |     |
| ---- | ------------------- | --- | - | - | - | - | -- | -- | ---- |  | -------------------------- | --- | --- | --- | --- | --- |
| 1    | Qatar               | 13  | 8 | 6 | 1 | 1 | 16 | 4  | +12  |  | Qatar                      |     | 2-0 | 2-1 | 3-0 | 2-0 |
| 2    | Iran (en)           | 12  | 8 | 5 | 2 | 1 | 19 | 6  | +13  |  | Iran (en)                  | 2-0 |     | 2-2 | 2-1 | 5-0 |
| 3    | Émirats arabes unis | 7   | 8 | 2 | 3 | 3 | 8  | 8  | 0    |  | Émirats arabes unis        | 0-2 | 0-1 |     | 2-1 | 2-0 |
| 4    | Yémen (en)          | 7   | 8 | 2 | 3 | 3 | 7  | 9  | -2   |  | Yémen (en)                 | 1-1 | 1-1 | 0-0 |     | 1-0 |
| 5    | Pakistan (en)       | 0   | 8 | 0 | 0 | 8 | 0  | 23 | -23  |  | Pakistan (en)              | 0-4 | 0-6 | 0-1 | 0-2 |     |

## Détail des rencontres
| 1ère journée | Qatar | 2 - 0   | Iran (en) |                                |                                |
| 30 août 1991 |       | (? - ?) |           | Arbitrage : Chen Shengcai (hu) | Arbitrage : Chen Shengcai (hu) |

| 30 août 1991 | Yémen (en) | 1 - 0   | Pakistan (en) |                           |                           |
|              |            | (? - ?) |               | Arbitrage : Ishak Abu Ali | Arbitrage : Ishak Abu Ali |

| 2ème journée     | Iran (en) | 2 - 2   | Émirats arabes unis |                                  |                                  |
| 6 septembre 1991 |           | (? - ?) |                     | Arbitrage : Ahmed Jassim Mohamed | Arbitrage : Ahmed Jassim Mohamed |

| 6 septembre 1991 | Yémen (en) | 1 - 1   | Qatar |                               |                               |
|                  |            | (? - ?) |       | Arbitrage : Madhav G. Suvarna | Arbitrage : Madhav G. Suvarna |

| 3ème journée      | Pakistan (en) | 0 - 4   | Qatar |                        |                        |
| 13 septembre 1991 |               | (? - ?) |       | Arbitrage : M. Kunalan | Arbitrage : M. Kunalan |

| 13 septembre 1991 | Émirats arabes unis | 2 - 1   | Yémen (en) |                           |                           |
|                   |                     | (? - ?) |            | Arbitrage : Kim Young-joo | Arbitrage : Kim Young-joo |

| 4ème journée      | Pakistan (en) | 0 - 1   | Émirats arabes unis |                             |                             |
| 18 septembre 1991 |               | (? - ?) |                     | Arbitrage : Khamees El-Musa | Arbitrage : Khamees El-Musa |

| 18 septembre 1991 | Yémen (en) | 1 - 1   | Iran (en) |                    |                    |
|                   |            | (? - ?) |           | Arbitrage : Kayali | Arbitrage : Kayali |

| 5ème journée      | Iran (en) | 5 - 0   | Pakistan (en) |                           |                           |
| 23 septembre 1991 |           | (? - ?) |               | Arbitrage : Omar Abu Loum | Arbitrage : Omar Abu Loum |

| 23 septembre 1991 | Qatar | 2 - 1   | Émirats arabes unis |                             |                             |
|                   |       | (? - ?) |                     | Arbitrage : Jamal Al Sharif | Arbitrage : Jamal Al Sharif |

| 6ème journée      | Iran (en) | 2 - 0   | Qatar |                                        |                                        |
| 28 septembre 1991 |           | (? - ?) |       | Arbitrage : Abd Rashid Wan Jaafar (hu) | Arbitrage : Abd Rashid Wan Jaafar (hu) |

| 28 septembre 1991 | Pakistan (en) | 0 - 2   | Yémen (en) |                               |                               |
|                   |               | (? - ?) |            | Arbitrage : Withaya Wongsmarn | Arbitrage : Withaya Wongsmarn |

| 7ème journée   | Qatar | 3 - 0   | Yémen (en) |                                  |                                  |
| 4 octobre 1991 |       | (? - ?) |            | Arbitrage : Samuel Yam-Ming Chan | Arbitrage : Samuel Yam-Ming Chan |

| 4 octobre 1991 | Émirats arabes unis | 0 - 1   | Iran (en) |                           |                           |
|                |                     | (? - ?) |           | Arbitrage : Shizuo Takada | Arbitrage : Shizuo Takada |

| 8ème journée   | Qatar | 2 - 0   | Pakistan (en) |                         |                         |
| 9 octobre 1991 |       | (? - ?) |               | Arbitrage : Ammar Ammar | Arbitrage : Ammar Ammar |

| 9 octobre 1991 | Yémen (en) | 0 - 0   | Émirats arabes unis |                      |                      |
|                |            | (0 - 0) |                     | Arbitrage : Al-Majid | Arbitrage : Al-Majid |

| 9ème journée    | Iran (en) | 2 - 1   | Yémen (en) |                                 |                                 |
| 14 octobre 1991 |           | (? - ?) |            | Arbitrage : Gyanu Shrestha (de) | Arbitrage : Gyanu Shrestha (de) |

| 14 octobre 1991 | Émirats arabes unis | 2 - 0   | Pakistan (en) |                                     |                                     |
|                 |                     | (? - ?) |               | Arbitrage : Mohammed Muhiseen Ariff | Arbitrage : Mohammed Muhiseen Ariff |

| 10ème journée   | Pakistan (en) | 0 - 6   | Iran (en) |                        |                        |
| 20 octobre 1991 |               | (? - ?) |           | Arbitrage : Jingyin Yu | Arbitrage : Jingyin Yu |

| 20 octobre 1991 | Émirats arabes unis | 0 - 2   | Qatar |                             |                             |
|                 |                     | (? - ?) |       | Arbitrage : Omar Al-Mehanna | Arbitrage : Omar Al-Mehanna |